# Jacques Imbert-Colomès
Pour les articles homonymes, voir Imbert et Colomés.
Jacques Imbert, dit Imbert-Colomès à partir de 1786, né le 3 novembre 1729 à Lyon, mort le 24 novembre 1808 à Bath, dans le Somerset, en Angleterre, est un négociant et un homme politique français, premier échevin de Lyon, député, activiste royaliste.

## Biographie
Fils de René Imbert et de Françoise Soubry, Jacques-Pierre étudie auprès des jésuites au Grand Collège de Lyon, où il acquiert le goût des sciences, avant d’entrer dans l’entreprise familiale, la « maison Imbert », rue Sainte-Catherine, qui s’occupe de la fabrication et du commerce de la soie et de banque ; il porte le travail aux canuts et effectue des voyages pour la maison.
Après la mort de son père, grâce à son héritage, il se marie avec Catherine-Victoire Colomès en 1764 ; il est âgé de 35 ans, elle de 16. À la mort de son frère aîné Jean-Isaïe (échevin 1778-1779), en 1779, il devient l’unique gérant de la « maison Imbert ».

### Premier échevin de Lyon

Armoiries d'Imbert-Colomès, échevin de Lyon : « D'azur, au croissant d'argent, surmonté d'un soleil d'or ».

En 1786, Jacques Imbert-Colomès est recteur de l’hôpital général de la charité, homme du Roi à la convention des privilèges royaux des foires de Lyon, administrateur de l’École royale académique de dessin et de géométrie, du quartier des Terreaux et du Bureau des mères nourrices, pilier de la société philharmonique. L’année suivante, le 21 décembre 1787, il est nommé sous le nom d’« Imbert-Colomès » 3e échevin de Lyon, puis 1er échevin  le 21 décembre 1788 pour l’année 1789.
Après les fortes gelées de l’hiver 1788, la ville est confrontée à la crise économique et à la misère (avec un blé à 60 livres l’ânée, soit 128 kilos). Exerçant les fonctions de commandant militaire de Lyon d’avril 1789 à février 1790, Imbert-Colomès réprime les émeutes populaires et la révolte paysanne de la Grande Peur en Viennois, formant une troupe de garde nationale à lui dédiée, les muscadins, qui le protègent dans un Lyon de plus en plus troublé. En février 1790, la foule s’empare lors d’une émeute des réserves d’armes de l’Arsenal et pille les maisons de bourgeois, dont la sienne. Menacé, il démissionne et s’enfuit vers Bourg-en-Bresse.
Caché à Annonay puis à Loriol, il participe aux complots royalistes jusqu’en 1793, avant d’émigrer en Russie avec un prêtre réfractaire de Mions. Le 11 novembre 1793, ses biens sont mis sous séquestre.

### Activiste royaliste, député
En relations avec l'ambassadeur britannique William Wickham, qui dirige un vaste réseau d'espions en Suisse et en France, il rentre à Lyon, où il favorise la subversion royaliste, organise la Terreur blanche et se fait élire au Conseil des Cinq-Cents le 23 germinal an V (1797) par 131 voix sur 175 votants et obtient la levée du séquestre le 18 juin. Toutefois, agent secret au service des Bourbons, lié au club de Clichy, il s'oppose au Directoire. Condamné à la déportation lors du coup d'État du 18 fructidor an V, il s'enfuit. Tous ses biens, notamment son cabinet d’histoire naturelle et ses tableaux, sont dispersés.

### Exil et prison
Exilé en Allemagne, il est amnistié sous le Consulat. Impliqué par Fouché dans une conspiration d'émigrés à Bayreuth, il est arrêté par les autorités prussiennes, à la demande du gouvernement français, et enfermé dans la citadelle de Bayreuth. Libéré, il passe en 1807 en Angleterre. Installé à Bathwick-upon-Avon, dans la ville de Bath, dans le Somerset, il meurt en attendant de se présenter devant Louis XVIII.

### Postérité
Il a laissé quatre enfants : Marie-Françoise-Victoire Imbert, baptisée le 21 mai 1766, qui, ayant vécu une idylle avec le musicien Muzio Clementi en 1784 à laquelle son père s'opposa, fut l'objet d'une inspiration pour le grand compositeur parti en exil en Suisse ; elle se maria finalement le 24 juin 1788 avec Guillaume Marest de Saint-Pierre, avocat roannais installé à Lyon ; veuve en 1800, remariée en 1806 au comte de Montrichard, ancien page de la reine Marie-Antoinette ancien émigré dans l'armée de Condé ; Antoine-Jacques Imbert, baptisé le 1er janvier 1768, mort en 1781 ; Catherine-Sophie Imbert, baptisée le 12 juin 1769, mariée le 1er octobre 1790 avec Jean François Joseph Labitant, conseiller du roi et trésorier de France à Grenoble ; enfin, Jean-Isaïe Imbert, baptisé le 17 mars 1777. Il est par ailleurs l'oncle de Blaise de Jouvencel, député et maire de Versailles.
La rue Imbert-Colomès dans le 1er arrondissement de Lyon, est donnée en son honneur.

## Textes publiés de son vivant
- Procès-verbal de l'Assemblée des trois ordres de la ville de Lyon, tenue en la grande salle de l'Hôtel commun de ladite ville, présidée par messieurs les prévôts des marchands et échevins de la ville, y commandant, à laquelle ont assisté un très grand nombre de citoyens de tout état : le 17 juillet 1789, Lyon, 1789, 23 p.
- Épître aux citoyens de Lyon, vers 1790, 14 p.
- Lettre de M. Imbert-Colomés, ci devant chargé du commandement de la ville de Lyon, à MM. les officiers municipaux de Bourg-en-Bresse (23 février 1790), 1790, 24 p. Lire en ligne
- Motion faite par Imbert-Colomés, sur l'adresse de l'administration centrale du département du Rhône au Conseil des Cinq-cents : séance du premier thermidor, an V, Corps législatif, Conseil des Cinq-cents, Paris, Imprimerie nationale, an V, 10 p.
- Imbert-Colomès, au Conseil des 500, à ses commettans et au peuple Français, sur la journée du 18 fructidor, Francfort, 1797. 40 p.
- Papiers saisis à Bayreuth et à Mende, appartenant à Imbert Colomès, etc., imprimerie de la république française, an X